# 撒旦大兜蟲
撒旦大兜蟲（學名：Dynastes satanas），是金龜科兜蟲亞科大兜蟲屬的一種。.

## 外觀
身體是充滿光澤的黑褐色，金黃色的體毛從胸部一直延伸到胸角末端。雄蟲體長45~112mm，雌蟲體長50~75mm。

## 分布
本種僅分布於玻利維亞的高山上。

## 習性
生活在较高山上，幼蟲期較長，將近2年，但成蟲期只有半年。
1. ↑  . museum.unl.edu. （原始内容存档于2006-09-15）.